# Episodi di The Real O'Neals (seconda stagione)
La seconda e ultima stagione della serie televisiva The Real O'Neals è stata trasmessa dal network statunitense ABC dall'11 ottobre 2016 al 14 marzo 2017.
In Italia, la stagione è inedita.
| n° | Titolo originale          | Titolo italiano | Prima TV USA     | Prima TV Italia |
| -- | ------------------------- | --------------- | ---------------- | --------------- |
| 1  | The Real Thang            |                 | 11 ottobre 2016  |                 |
| 2  | The Real Dates            |                 | 18 ottobre 2016  |                 |
| 3  | The Real Halloween        |                 | 25 ottobre 2016  |                 |
| 4  | The Real Move             |                 | 1º novembre 2016 |                 |
| 5  | The Real Tradition        |                 | 15 novembre 2016 |                 |
| 6  | The Real Fit              |                 | 29 novembre 2016 |                 |
| 7  | The Real Match            |                 | 6 dicembre 2016  |                 |
| 8  | The Real Christmas        |                 | 13 dicembre 2016 |                 |
| 9  | The Real Sin              |                 | 3 gennaio 2017   |                 |
| 10 | The Real Acceptance       |                 | 17 gennaio 2017  |                 |
| 11 | The Real Third Wheel      |                 | 7 febbraio 2017  |                 |
| 12 | The Real Brother's Keeper |                 | 14 febbraio 2017 |                 |
| 13 | The Real Confirmation     |                 | 21 febbraio 2017 |                 |
| 14 | The Real Heartbreak       |                 | 28 febbraio 2017 |                 |
| 15 | The Real Mr. Nice Guy     |                 | 7 marzo 2017     |                 |
| 16 | The Real Secrets          |                 | 14 marzo 2017    |                 |